# Uzbekistan na Zimowych Igrzyskach Olimpijskich 1994
Uzbekistan na Zimowych Igrzyskach Olimpijskich 1994 reprezentowało 7 zawodników, 3 mężczyzn i 4 kobiety.

## Zdobyte medale
| Medal | Zawodnik        | Dyscyplina          | Konkurencja               | Rezultat   |
| ----- | --------------- | ------------------- | ------------------------- | ---------- |
| Złoto | Lina Cheryazova | Narciarstwo dowolne | Skoki akrobatyczne kobiet | 166,84 pkt |

## Skład reprezentacji

### Łyżwiarstwo figurowe
Miks
- Aliki Sergaadu i Yuris Razgulyayev
  - Pary taneczne - 13. miejsce

- Dinara Nurdbayeva i Muslim Sattarov
  - Pary taneczne - 21 miejsce

### Narciarstwo dowolne
Mężczyźni
- Sergey Brener
  - Jazda po muldach - 19. miejsce

Kobiety
- Lina Cheryazova
  - Skoki akrobatyczne -

- Larisa Udodova
  - Jazda po muldach - 21. miejsce